# L'avventura di Martin
L'avventura di Martin (Martin's Day) è un film del 1985 diretto da Alan Gibson.
È un film drammatico canadese con Richard Harris, Lindsay Wagner, James Coburn, John Ireland e Karen Black.

## Produzione
Il film, diretto da Alan Gibson su una sceneggiatura di Chris Bryant e Allan Scott, fu prodotto da Richard F. Dalton e Roy Krost per la United Artists e la World Film Services e girato a Havelock, in Canada.

## Distribuzione
Il film fu distribuito con il titolo Martin's Day in Canada dal 22 febbraio 1985 al cinema dalla MGM/UA Entertainment Company.
Altre distribuzioni:
- in Austria nel 1987
- in Germania Ovest nel 1987 (Flucht zurück e, in TV, Kurze Tage der Freiheit)
- in Svezia il 21 aprile 1995 (in TV)
- in Spagna (El día de Martin)
- in Polonia (Imiennicy)
- in Ungheria (Márton-nap)
- in Finlandia (Martin's Day - kovat kaverit)
- in Romania (Ziua lui Martin)
- in Italia (L'avventura di Martin)

## Critica
Secondo il Morandini il film è un "tentativo poco riuscito di trasformare un crimine odioso nel tema per un film di famiglia". Morandini segnala inoltre la qualità del cast che risulterebbe, comunque, sprecato.